# De Stille Doder
De Stille Doder is de 63ste aflevering van VTM's politieserie Zone Stad. De aflevering wordt in Vlaanderen voor het eerst uitgezonden op 10 mei 2010.

## Plot
Een 60-jarige man sterft plotseling tijdens het vrijen. Uit de autopsie blijkt dat er geknoeid is met de afvoerbuis van de kachel. De man heeft door koolmonoxidevergiftiging een hartaanval gekregen. De vrouw met wie hij vrijde, was Nadine Keermans, zijn buurvrouw. Ze deed dit omdat hij haar en haar man in zijn testament zou opnemen. Maar na zijn dood blijkt hiervan niets waar te zijn. Kwam de vrouw hierachter en vermoordde ze hem? Enkele dagen later valt er een tweede slachtoffer. Deze keer wist de dader alle sporen uit, maar uit de autopsie blijkt al snel dat de man ook aan koolmonoxide stierf. Tom en Fien staan voor een raadsel, er zijn nu twee verdachten: Jan van Bavel, een makelaar die beide huizen kocht op rente tot aan de dood en Koen Vermeulen, de rare huiskapper van beide heren. Deze laatste is een beetje vreemd, hij zorgt voor zijn moeder terwijl ze al overleden is. Als Fien en Tom de man thuis gaan ondervragen, moet Fien overgeven. De man vraagt of Fien misschien zwanger is. Tom lacht erom dat de man dat alleen al denkt. Als Fien haar echofoto's aan Brik laat zien, dumpt hij haar omdat hij niet wil verbonden zijn aan haar en het kind. Ondertussen komt Tom erachter dat een privédetective hem volgt. Hij is woest op de dader, en dat blijkt niemand minder dan Dani te zijn. Tom is kwaad en wil uitleg, maar de echte reden geeft ze niet. Tom en Fien vinden de dader en gaan naar zijn huis om hem te arresteren. De dader gaat ervandoor en Tom gaat erachteraan. Fien gaat intussen het huis binnen. De dader wist dat ze hem zouden vinden en heeft ook met zijn eigen kachel geknoeid. Fien komt opgesloten te zitten in het huis en wordt bewusteloos door Tom gevonden. Als ze bijkomt in het ziekenhuis, vertelt Tom haar dat alles in orde is met haar kind.

## Gastrollen
- Vic De Wachter - Koen Vermeulen
- Jessa Wildemeersch - Nadine Kerremans
- Roger Baum - Jan Van Bavel
- Guido De Craene - wetsdokter
- Geert Van Rampelberg - Brik
- Rachel Van Damme - Lisa Vermeulen
- Emmy Leemans - Maria Blijlevens
- Lindsay Bervoets - Nathalie